# Носков, Александр Куприянович
Александр Куприянович Носков (27 августа 1872, Уральск, Оренбургская губерния — 1961, Уфа) — первый учёный-биогеограф, живший и работавший в Республике Башкортостан, один из организаторов высшего образования в крае, автор многих научных работ по ботанике и географии, в том числе Оренбуржья, первый заведующий Гербарием Башкирского Почвенно-ботанического бюро (сегодня Гербарий Института биологии Уфимского научного центра РАН), и в настоящее время А. Носков считается одним из ведущих его коллекторов (собиратель растений). Им собран уникальный гербарий объёмом 6 тыс. листов (в 1930 году подарен МГУ). Под руководством ученого в 1920-е годы впервые проведен ряд комплексных экспедиций по Башкирии, результаты которых были использованы при разработке ботанико-географического районирования Южного Урала. Носковым впервые установлен факт произрастания на территории Башкирии большого числа ранее не отмеченных видов растений, были обнаружены местопроизрастания очень редких видов растений, которые впоследствии вошли в Красную книгу Республики Башкортостан. Гербарии и печатные труды ученого служат важным материалом для флористов-систематиков, работающих как по отдельным видам высших сосудистых растений, так и по группам. Следовательно, с полным правом можно утверждать, что Носков А. К. внес выдающийся вклад в познание флоры и растительности Башкортостана и всего Южно-Уральского региона, а, следовательно, России.
В советское время имя пионера башкирской биогеографии Носкова А. К. несправедливо забыли, первые публикации биографического характера появились в 1990-е годы. В 2017 году мероприятия по организации музея А. К. Носкова включены в рабочий план проекта «Историческая память» башкирского отделения парии «Единая Россия». В 2017 году в Национальном музее Республики Башкортостан была организована временная экспозиция, посвященная А. К. Носкову. (справку составила Семенова С. Ю.)
В 2022 году установлена мемориальная доска по адресу: Уфа, ул. Ленина, 61 - здание бывшего коммерческого училища, где А. Носков был директором. https://www.rgo.ru/ru/article/v-ufe-poyavilas-memorialnaya-doska-v-chest-geografa-aleksandra-noskova

## Биография

### Семья
Отец — сын купца из единоверов (см. Единоверие) Куприян Сергеевич Носков умер в 1878 году в Уральске.
Мать — московская мещанка Софья Ивановна, овдовев, работала экономкой у родственников, умерла в 1921 в Уральске.
брат — Сергей Куприянович Носков похоронен до 1921 года в Уральске, возможно, был военным и в 1905 году участвовал в охране железной дороги от банд хунхузов на Дальнем Востоке, Харбине, .
Супруга — Мария Гавриловна по отцу Кармазина (07.01.1878—до 1960, Уфа).
Сын — Носков Гавриил Александрович (Благовещенск, Уфимской губерния, 5 ноября 1898—1946, Мукачево Украинской ССР), агроном, белоэмигрант, 1908—1913 — учился в Тенишевском училище вместе с известными в будущем белоэмигрантами Струве Алексеем Петровичем, Талями Э. и Р., 1914—1917 — учился в Уфимском реальном училище (преподавал П. И. Свешников), в 1917—1918 — студент в Донском политехническом институте в Новочеркасске, 1918—1919 — ополченец войска Донского, 1921 — белоэмигрант в военном лагере в Загребе, 1921—1926 — по программе «Русской акции» студент и выпускник с дипломом агронома Чешского высшего технического училища в Праге, 1930-е — лектор и заведующий агрономическими курсами в чешском Закарпатье, член белоэмигрантского Союза русских агрономов (1921—1939 гг.) при Союзе русских инженеров существует и сегодня). В Праге Г. Носков близко сошелся с семьей русского профессора, инженера-технолога А. С. Ломшакова.
Дочь — Носкова Татьяна Александровна (Оренбург, 7 апреля 1904-,Уфа, 1985) — окончила ЛГУ, преподаватель географии в БашГУ (ныне Уфимский университет науки и технологий). В 1953 году участвовала в ботанической экспедиции под руководством Е. В. Кучерова от Агробиологического института башкирского филиала АН СССР (изучение кормовых угодий в Зауралье — р-ны Учалинский, Баймакский. Абзелиловский, Хайбуллинский).
Тесть — Гавриил Евстафьевич Кармазин (Екатеринославль, 1843—1923, Уфа), потомственный дворянин, статский советник, видный деятель народного просвещения, инспектор народных училищ в Бессарабии (1870-е гг.), в Уральском учебном округе (1880—1900-е гг.), в Красной Башкирии (1917—1923 гг.), попечитель инородческих школ; с 1911 года председатель педагогического совета Уфимской частной женской гимназии С. П. Хитровской; окончил Новороссийский университет (Одесса), инспектор народных училищ Уральской области, до 1907 года был инспектором Инородческой учительской школы в Бирске, с 1911 года председатель педагогического совета Уфимской частной женской гимназии С. П. Хитровской. Крестник Г. Е. Кармазина марийский просветитель и ученый-лингвист Кармазин (Эвайн) Гурий Гаврилович) (mhr:Кармазин, Гурий Гаврилович),Г. Е. Кармазин за просветительскую деятельность был награждён орденами Святых Анны и Станислава; был членом Башкирского Областного Отдела Союза работников просвещения в 1921—1923 гг., значился преподавателем и делопроизводителем Уфимского Промышленно-Экономического техникума; последние годы жизни проживал в Уфе в доме по Гоголя, 22.
Теща — Надежда Евстафьевна Полешко, потомственная дворянка.
Свояченица — Елена Гавриловна Чуфаровская — муж потомственный дворянин губернский секретарь города Уфы Василий Алексеевич Чуфаровский.
Свояченица — Евгения Гавриловна — жена Арциховского Владимира Мартыновича, мать выдающегося археолога Арциховского Артемия Владимировича.
В Уфе по ул. Гоголя, 22 сохранился дом, где жила семья Носковых с 1920-х гг.

### Образование
Учился в Уральской войсковой гимназии (1882—1891). В 1896 году окончил с дипломом первой степени Императорский московский университет (ИМУ), физико-математический факультет, отделение естественных наук. Учась в университете, по собственной инициативе занимался у известных географов профессоров Д. Н. Анучина и Э. Е. Лейста, 1911 — защитил диссертацию на звание магистра географии в ИМУ, 1945 — защитил кандидатскую диссертацию в МГУ.

### Профессиональная деятельность
1896—1897 — преподаватель естествоведения в учительской семинарии в г. Благовещенске Уфимской губернии, писал в автобиографии: «вследствие того, что не мог сжиться с учебно-воспитательным строем этого заведения, построенного на стремлении готовить исключительно учителей-ремесленников, не имеющих права иметь суждение о чём-либо, подал прошение о переводе в любое другое учебное заведение в округе», 1899—1901 -преподаватель естествоведения в женской гимназии в Ирбите, 1902—1908 — преподаватель географии в Оренбургской мужской гимназии, 1902—1903 — Киргизской учительской школе; 1908—1914 — преподаватель Тенишевского училища, 1912—1914 — лектор на Фребелевских курсах, 1913- преподаватель в Веденском коммерческом училище в Петербурге, 1909—1910 — сотрудник ботанического сада в Санкт-Петербурге, 1914—1919 — директор Уфимского коммерческого училища, 1914—1924 — инспектор в торговой школе в Уфе; 1920—1923 — преподаватель Уфимского Промышленно-Экономического техникума; 1919—1928 штатный лектор в Институт народного образования (ИНО) и 1922—1931 — лектор на рабфаке в Уфе, 1928—1930 — начальник Башкирских ботанических (Месягутовского и др.) отрядов комплексной экспедиции Академии Наук СССР (Уфа), 1930—1934 — заведующий климатическим сектором Башкирского управления единой гидрометеорологической службы, 1932—1936 — первый заведующий гербарием и коллектор (собиратель гербария) в почвенно-ботаническом бюро (сегодня Гербарий Института биологии Уфимского научного центра РАН), 1934 — инструктор-типолог Центральной комиссии Наркомзема РСФСР по инвентаризации кормовых площадей Башкирии, 1934 — заведующий в Почвенно-ботаническом бюро, 1934 уволен с формулировкой "за бездеятельность, за систематическое противопоставление теории практике ", 1934—1936 — преподаватель в Башкирском сельскохозяйственном институте (БСХИ), 1935—1951 — преподаватель в Башкирском педагогическом институте им. К. Тимирязева (ныне Уфимский университет науки и технологий), 1945—1951 — первый заведующий кафедрой географии в Башкирском педагогическом институте, 3 октября 1937 года уволен «за протаскивание антисоветских теорий в преподавании географии», 8 мая 1938 — восстановлен в должности, 1952 — пенсионер, 1961 — похоронен на Сергиевском кладбище в Уфе.

### Научно-исследовательская деятельность
Студентом в Императорском Московском университете выполнял исследование Донской области, делал переводы научных работ с немецкого языка для столичных журналов и издательств Сытина, Брокгауз-Ефрона. 1896—1897 — заведующий метеорологической станцией в Благовещенске, 1899—1901 — внештатный сотрудник местной газеты «Уралец» в Ирбите, 1902—1908 — по заданию Оренбургской ученой архивной комиссии и Оренбургского РГО в Оренбурге изучал флору Оренбурга и его окрестностей, Уфимской губернии (консультировал его московский ботаник С. И. Ростовцев), результаты экспедиций публиковал в Известиях Оренбургского РГО. 1901 — участник XI съезда естествоиспытателей и врачей в Санкт-Петербурге. 1906 — по анализу материала на заседании Оренбургского РГО сделал доклады, опубликованы в «Известиях Оренбургского РГО». 1906—1907 — на пособие Оренбургского РГО совершены поездки со студенческим кружком при Императорском московском университете в Уральские горы и по окрестностям Оренбурга и Бирска (Уфимская губ.), 1908 — за свой счет совершил поездку в 400 верстах от Оренбурга, обрабатывал гербарии, собранные М. И. Никифоровым и Н. И. Навозовым в Уральских горах. 1909 — поддерживал любительские исследования, например, гимназиста и Н. И. Навозова. 1909—1910 — работал в Ботаническом саду Санкт-Петербурга, печатал статьи, занимался переводами научных работ на русский язык, обрабатывал материал, собранный им в течение нескольких лет на Южном Урале, 1911 — в Императорском московском университете защитил диссертацию магистра, по которой в 1913 году издал книгу «Бирск и его окрестности», 1912 — А. К. Носков совершил поход на уральскую гору Ильмень. В 1915 г. Д. Н. Соколов и Б. А. Федченко в статье «Ботанико-географические заметки» дали анализ исследований А. К. Носкова; 1919—1920 — хранитель ботанического отдела Уфимского губернского музея, ведет ботанические и географические исследования губернии; 1922 — председатель естественно-географической комиссии при Губоно (Губернский отдел народного образования), принимал участие в составлении программы для 9-ти летней школы; 1930 — Носков подарил 6 000 листов своего гербария Московскому государственному университету, 1931 — в Ленинградском ботаническом саду опубликована работа «Уфа и её окрестности», 1932 — первый коллектор в почвенно-ботаническом бюро (сегодня Гербарий Института биологии Уфимского научного центра РАН), 1945 — В МГУ защитил кандидатскую диссертацию по теме «Материалы о познании растительности северо-востока Башкирского Предуралья» (протокол № 8 от30.07.1945, МГФ № 00111 от 1948 г.). 1947 — получил звание доцента (МДЦ-№ 03908 Москва,1947). Носков написал более 100 научных работ. Коллекция личных документов Носкова А. К. хранится в Национальном музее РБ.

### Организаторская и общественная деятельность
1899—1901 — секретарь педагогического совета женской гимназии в Ирбите, 1905—1908 — научный секретарь и библиотекарь Оренбургского РГО, 1906—1908 — секретарь педсовета Оренбургской мужской гимназии, 1907—1961 — действительный член Общества любителей естествознания, антропологии и этнографии, 1909−1961 — действительный член Русского географического общества, с 1917—1961 — член правления Уфимского губернского музея, хранитель ботанического отдела. В годы гражданской войны спасал экспонаты от разорения, 1915—1920 — чех профессор ботаники Подпера Йозеф (г. Брно) находился в уфимском плену, семья Носкова поддерживала чешского ученого; 1919—1920 — один из организаторов на базе Уфимского учительского института первого в крае советского вуза — Институт народного образования (ИНО), 1920 — председатель школьного совета при Уфимском Промышленно-Экономическом техникум; В 1922 году назначен председателем естественно-географической комиссии при Губоно (Губернский отдел народного образования), принимал участие в составлении программы для 9-ти летней школы.;1927 — докладчик на Первой всебашкирской конференции (съезд) краеведов, где организовано Башкирское областное бюро краеведения, избран в его члены. 1932—1934 — один из организаторов и первый заведующий гербария в почвенно-ботаническом бюро, 1945 — организатор и первый зав. кафедрой географии Башкирского педагогического института им. К. Тимирязева (ныне Уфимский университет науки и технологий), 1939—1961 — действительный член Всероссийского ботанического общества, 1947—1961 — член бюро Башкирского отделения Всероссийского общества охраны природы.

## Звания и должности
- преподаватель географии (1896—1951),
- действительный член Русского географического общества (1909—1961),
- магистр географии (1911),
- директор училища (1914—1917),
- начальник ботанических экспедиций (1928—1930),
- коллектор (1896—1961),
- заведующий сектором ботанического бюро (1930—1932),
- заведующий гербарием ботанического бюро (1932—1934),
- инструктор-типолог (1934),
- зав. кафедрой географии — (1945—1951),
- кандидат географических наук (протокол № 8 от 30.07.1945, МГФ № 00111 от 1948 г.)
- доцент (МДЦ-№ 03908 Москва, 1947).

## Награды
- Орден Святого Станислава третьей степени (1905),
- Орден Святой Анны третей степени (1909),
- Медаль «За доблестный труд в годы Великой Отечественной войны» (1948)
- Знак «Отличник Народного просвещения» (1945).

## Список работ
А. К. Носков — автор более 100 научных трудов, включая собранные им гербарии.
1. Носков А. К. Бирск и его окрестности. — М., 1913.
2. Носков А. К. Уфа и её окрестности // Труды Ботанического сада АН СССР. — 1931. Том 42. Вып. 2. С. 181—209.
3. Носков А. К. Материалы к флоре Башкирии // Русский ботанический журнал. 1909.
4. Носков А.К. В Южном Урале // Землеведение. 1913. 1916.
5. Носков А.К. Экскурсия в Южноуральские горы // Естествознание в школе. № 1. 1926.
6. Носков А. К. статьи / — Хозяйство в Башкирии. — Уфа., изд. 1931.
7. Носков А. К. Материалы к флоре Оренбургской губернии. Башкирия/ Русский ботанический журнал. — Спб. 1910.
8. Носков А. К. Материалы общества по изучению Башкирии // Башкирский краеведческий сборник. Уфа. 1926—1930. Под редакцией Свинченского. Международный каталог русской книги № 3, 4. 1912—1926.
9. Носков А.К. Автореферат канд. Диссертации «Материалы о познании растительности северо-востока Башкирского Предуралья». — МГУ. 1945.
10. Носков А.К. Материалы к флоре Востока Европейской России (Стерлитамакский уезд)// Известия Оренбургского отдела ИРГО. — Оренбург. 1909. Вып.21.
11. Носков А. К. Pro domo sua // Изв. Оренб. отд. Император. рус. геогр. о-ва. Оренбург, 1909. Вып. XXI. С. 181.
12. Носков А. К. Материалы к флоре Оренбургской губернии. Башкирия // Русский ботанический журнал. — СПБб, 1910.
13. Носков А. К. Материалы к весенней флоре окрестностей г. Оренбурга (весна и начало дета 1903 г.). Статья 1-я // Изв. Оренб. отд. Император. рус. геогр. о-ва. Оренбург, 1907. Вып. XX. С. 79-92.
14. Носков А. К. Осень 1905 г. (Ботанический очерк) // Изв. Оренб. отд. Император. рус. геогр. о-ва. Оренбург, 1907. Вып. XX. С. 137—148.
15. Носков А. К. В южном Урале: материалы к географии растений юга Уральских гор // Землеведение. 1913. Кн. IV. С. 61-94.
16. Начатки геологии : Общедоступ. введ. и наставление к пр-ву геол. наблюдений / И. Вальтер, проф. геологии и палеонтологии в ун-те в Галле; Перевел и дополнил А. К. Носков. — Петроград : Просвещение, [1915]. — IV, [4], 154 с. : черт.; 24.
17. Носков А. К. Работа Месягутского геоботанического отряда в 1928 г. Уфа, Госплан Башкирской АССР. 1929 г. Хранится в библиотеке МГУ.
18. Носков А. К. Работа Месягутского геоботанического отряда АН СССР// Хозяйство Башкирии. № 10-13. 1939.
19. Носков А. К. Геологическая карта Урала. Труды БАК?? 1939или 33.
20. Гербарий МГУ. Коллекция Носкова А. К., охватывающая период с 1903 по 1927 г. В составе гербария коллекции из различных регионов: Уфимская, Оренбургская, Войска Донского, Тверская, Петербургская губернии/области. Основная часть коллекции — около 3300 листов — из Уфимской и Оренбургской губерний/областей. Поставлено в 1930 г. в дар от коллектора.